# Устройство связи с объектом
Устройство связи с объектом (УСО) — устройство в составе АСУТП для объединения аналоговых и цифровых параметров реального технологического объекта. Предназначено для ввода сигналов с объекта в автоматизированную систему и вывода сигналов на объект.
Основные функции УСО:
- нормализация аналогового сигнала — приведение границ шкалы первичного непрерывного сигнала к одному из стандартных диапазонов входного сигнала аналого-цифрового преобразователя измерительного канала. Наиболее распространены диапазоны напряжений от 0 до 5 В, от −5 до 5 В, от 0 до 10 В и токовые: от 0 до 5 мА, от 0 до 20 мА, от 4 до 20 мА, от 1 до 5 мА;
- предварительная низкочастотная фильтрация аналогового сигнала — ограничение полосы частот первичного непрерывного сигнала с целью снижения влияния на результат измерения помех различного происхождения. На промышленных объектах наиболее распространены помехи с частотой сети переменного тока, а также хаотические импульсные помехи, вызванные влиянием на технические средства измерительного канала переходных процессов и наводок при коммутации исполнительных механизмов повышенной мощности;
- обеспечение гальванической изоляции между источниками сигнала и каналами системы.

Помимо этих функций, ряд устройств связи с объектом может выполнять более сложные функции за счет наличия в их составе подсистемы аналого-цифрового преобразования и дискретного ввода-вывода, микропроцессора и средств организации одного из интерфейсов последовательной передачи данных. Также в состав УСО могут входить АЦП, устройства дискретного ввода-вывода, микропроцессоры, интерфейсы передачи данных.
Виды УСО по характеру обрабатываемого сигнала:
- аналоговые (АЦП, ЦАП и др.);
- дискретные;
- цифровые.[1]

Типы УСО по направлению прохождения данных:
- устройства ввода — получение сигналов датчиков;
- устройства вывода — формирование сигналов для исполнительных механизмов;
- двунаправленные устройства.[1]